# Irgalmasok temploma
Az Irgalmasok temploma (felszentelt nevén Szent Sebestyén-templom) katolikus templom Pécs belvárosában, a Széchenyi téren.

## Története
A középkorban a területen a johanniták ispotályos gyógyító rendje telepedett le. A török hódítás után az erkölcsi jogutódlás címén a szintén gyógyító kapucinusok települtek le. Az itt álló sarokházat a pálosoktól vették át 1698-ban (akik a Király utcába települtek át), az épületet hamarosan lebontották.
A mai épületcsoport építése az 1700-as években kezdődött meg Nesselrode Ferenc pécsi püspök támogatásával. A templom építésének pontos dátuma nem ismert, de azt tudni, hogy 1725-ben a templomgondnok feljelentést tett egy ácsmester ellen, illetve hogy 1727-ben Bachich Péter boszniai püspök szentelte fel. 1734-ben építették hozzá a mai Irgalmasok utcája vonalába kiugró kápolnát. Az 1739–1740-es pestisjárvány idején a kapucinus kórház jelentős szolgálatot tett. Az 1744-es tűzvész alkalmával a templom és a zárt udvaros rendház is leégett.
II. József rendeket eltörlő rendelkezése a kapucinus rendet is érintette (noha a város a meghagyását kérte a rend gyógyításban és iskolai tanításban nyújtott szolgálataiért). A kolostorból lakóház lett, földszintjén vendéglő nyílt. A király halála után a kapucinus rend nem tért vissza, viszont Krautsack János György tímár- és molnármesternek köszönhetően 1795-ben a Szent János gyógyító irgalmas rend települt a kapucinusok elhagyott birtokába. 1797-ben Krautsack külön kórházi szárnyat építtetett, mely előbb 24, később 40 ágy férőhellyel rendelkezett. A mai Kossuth teret is magába foglaló kertbe méhészetet telepítettek.

## Az épület
Az eredeti, egyhajós dongaboltozatos templom és rendház barokk stílusban épült. Intarziás faoltárai kivételes művészi értéket képviselnek. Az olasz barokk főoltárkép Szent Sebestyén vértanúságát ábrázolja, felette a Szentháromságot ábrázoló festmény található. Az oltár festményeit 1750 környékén festette Paulus Antonius Senser eszéki festőművész. Az 1734-ben épült kegykápolna rokokó oltárral rendelkezik, az oltárkép Szűz Mária és Szent Anna kompozícióját ábrázolja, festője ismeretlen. A templom Krautsack végrendelete alapján már ekkoriban is rendelkezett orgonával.
A templom jelenlegi eklektikus formájába 1887 és 1891 között került Kirstein Ágoston építész tervei alapján. A kapu fölötti háromszög alatt található a rend jelvénye, a gránátalma. (Ekkor épült meg a templom mellett álló Gránátalma Patikamúzeum emelete is.) Az emeleti részt attika díszíti, a homlokzaton íves záródású fülkében elhelyezett Mária-szobrot Kis György készítette. A templom rossz állapotú tornyát teljesen megújították, 3 új harang került bele.
A templom belsejét 1908-ban újították meg. A freskókat Graits Endre festette 1908-ban. Az irgalmasrend megalapítója, Istenes Szent János domborművét Mayer Ede szobrászművész, az új 19 regiszteres orgonát a pécsi Angster-gyár készítette. A templom nyugati oldalán négyzetes kápolna van.
A következő átfogó felújításra 1936-ban került sor, ekkor a festmények és a fafaragmányok is restauráláson estek át, illetve két új festmény is készült.
A freskókat 2012-ben restaurálták. A templomban Angster-orgona található, ezt szintén ekkor cserélték le, ahogy a templom kívülről is megújult, illetve energetikai korszerűsítésen is átesett a templom.
A templom kőpadlózata alatt 18-19. századi pécsi családok, illetve a rend tagjai temetkeztek. Itt nyugszik a kórházat alapító Krautsack János György is. A kriptát 1990-ben tárták fel.
A templom előtt áll az eozinmázas, ökörfejes Zsolnay-kút.

## Képek

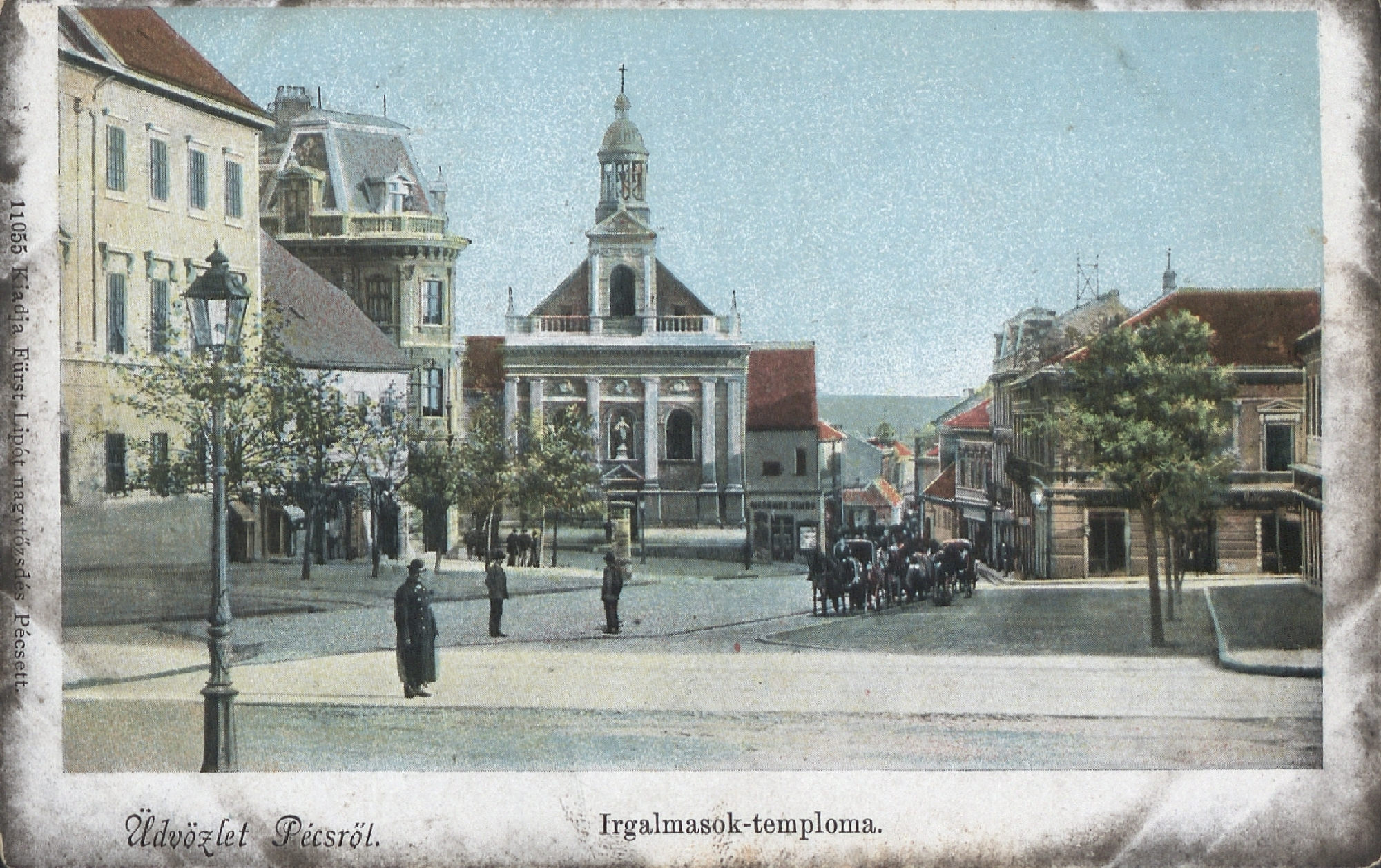
A templom 1912-ben
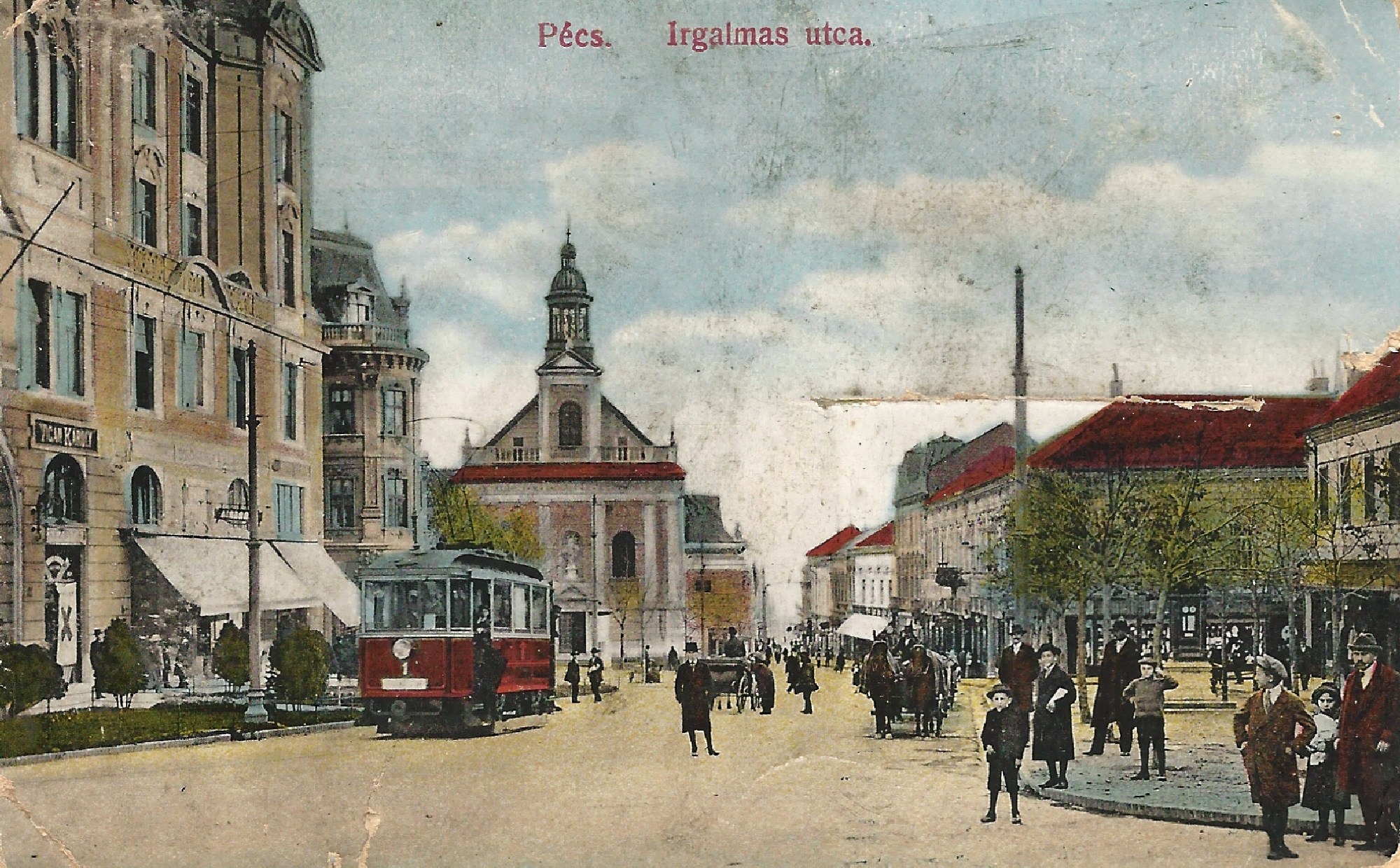
A templom az 1910-es években
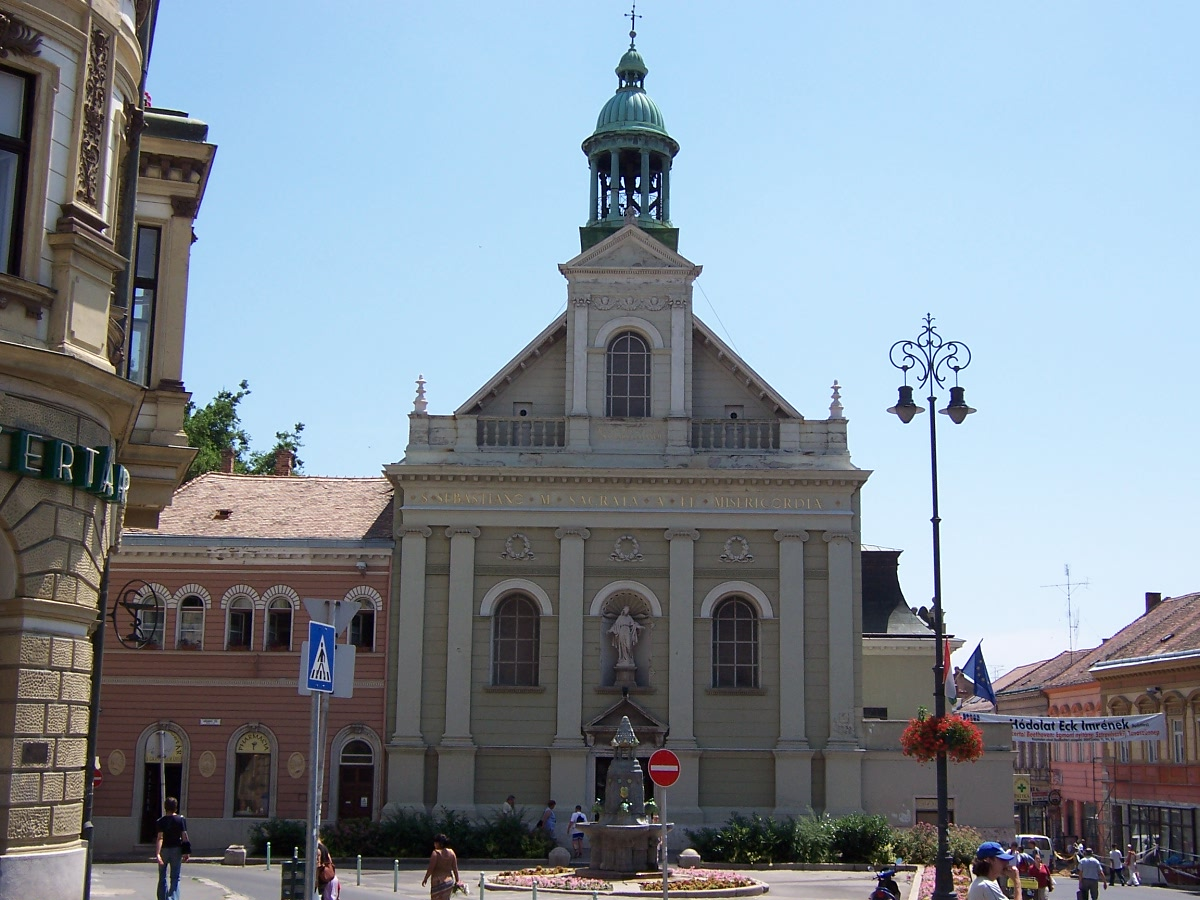
A templom és a gyógyszertár 2005-ben
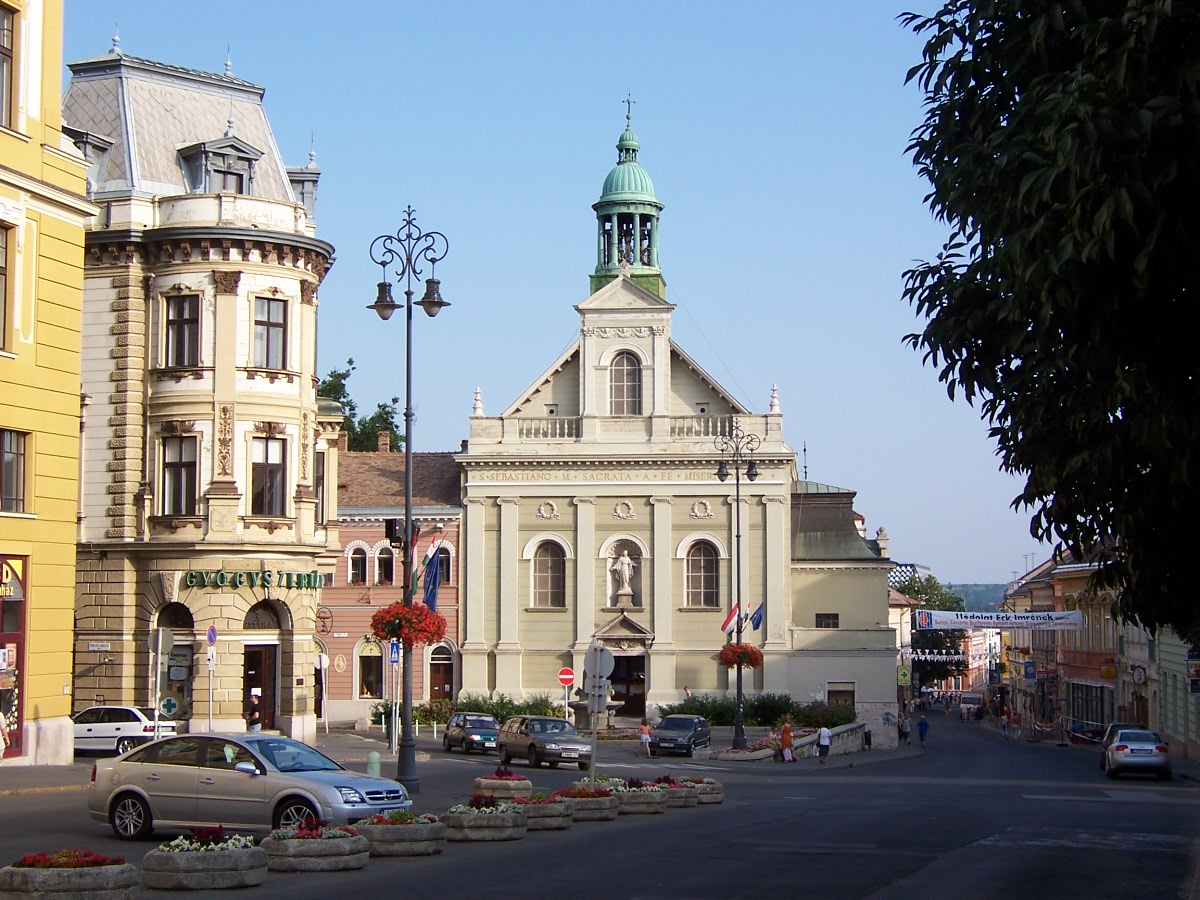
A templom a 2005-ben
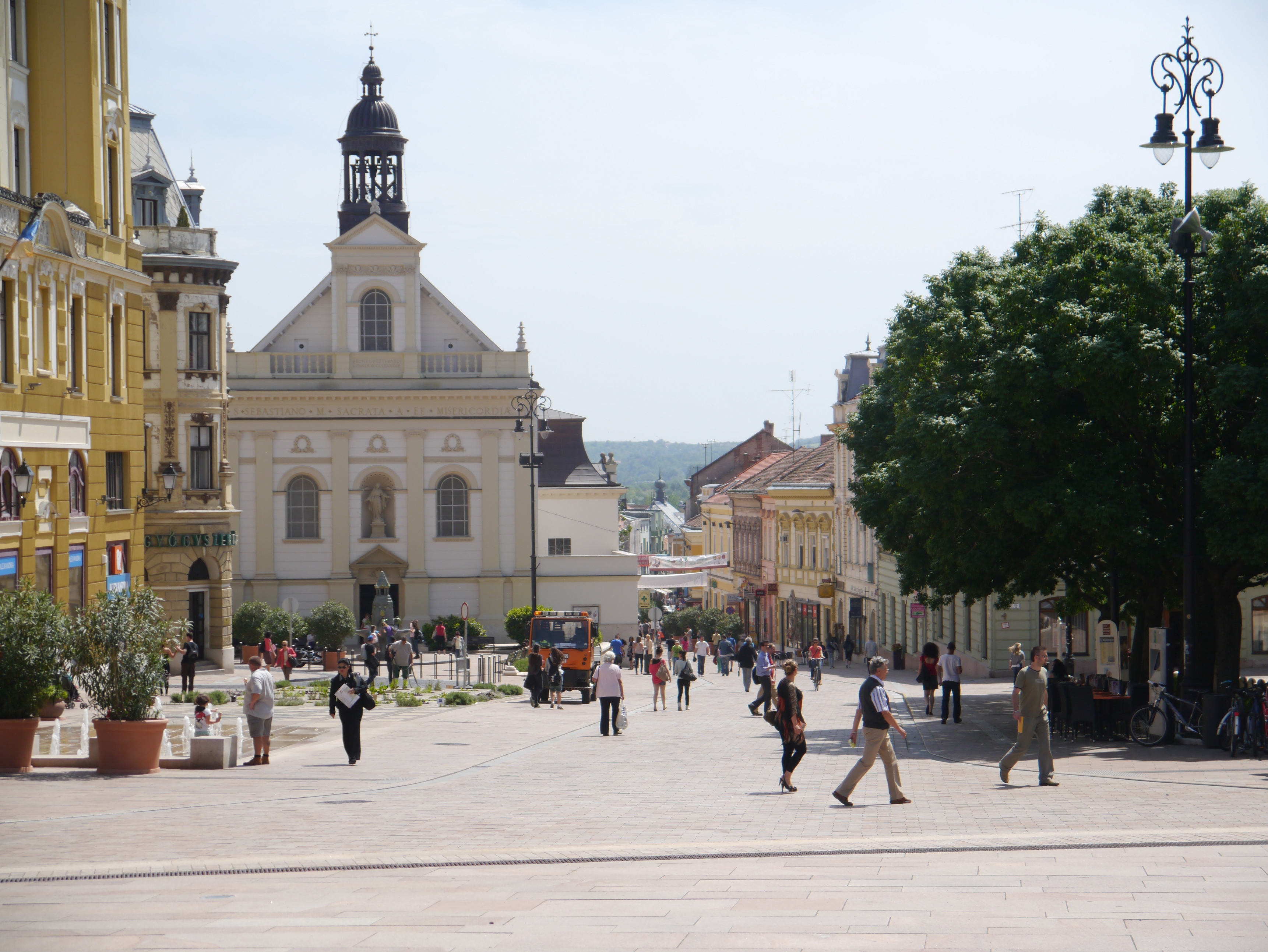
A templom 2014-ben
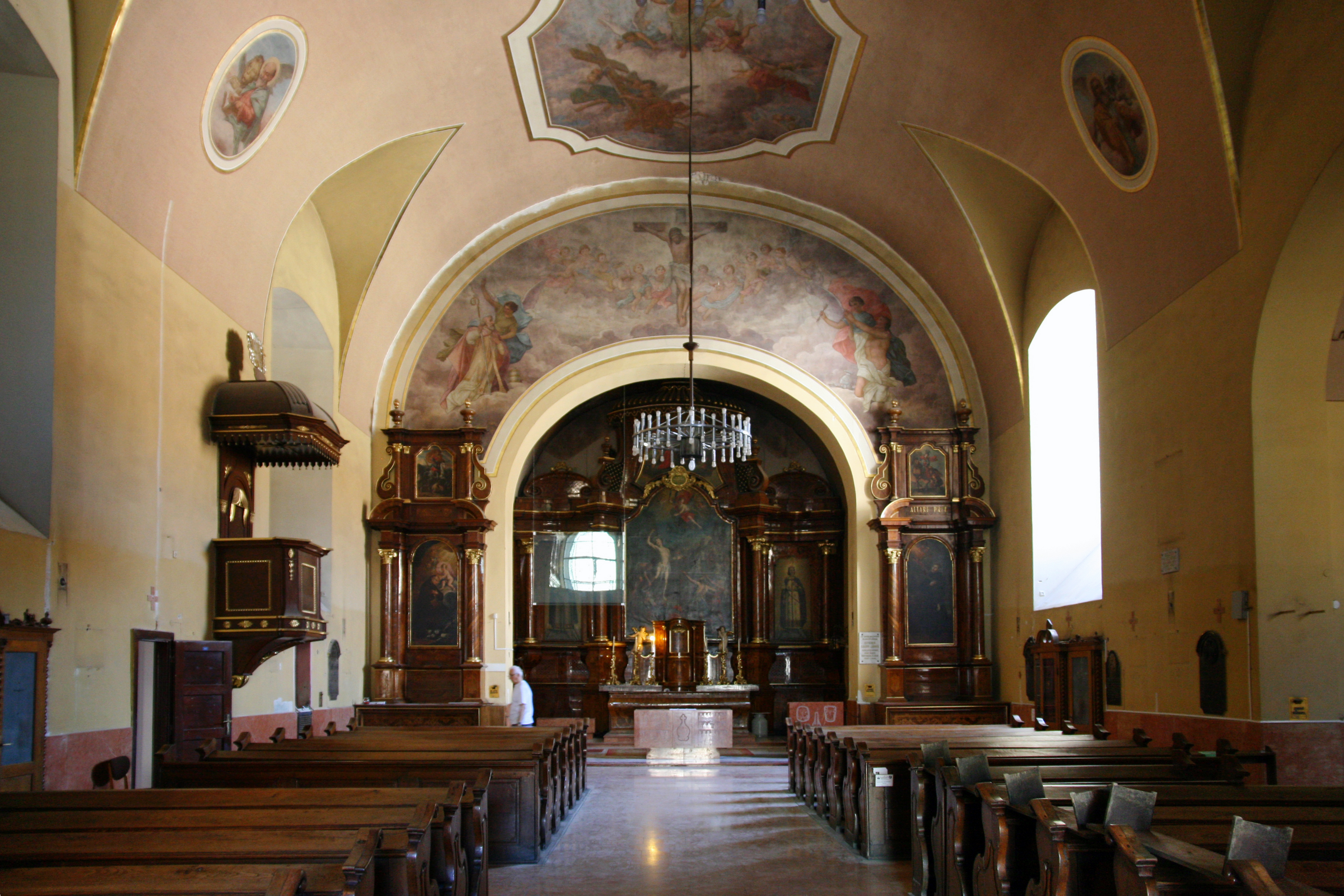
A templom belseje 2012-ben
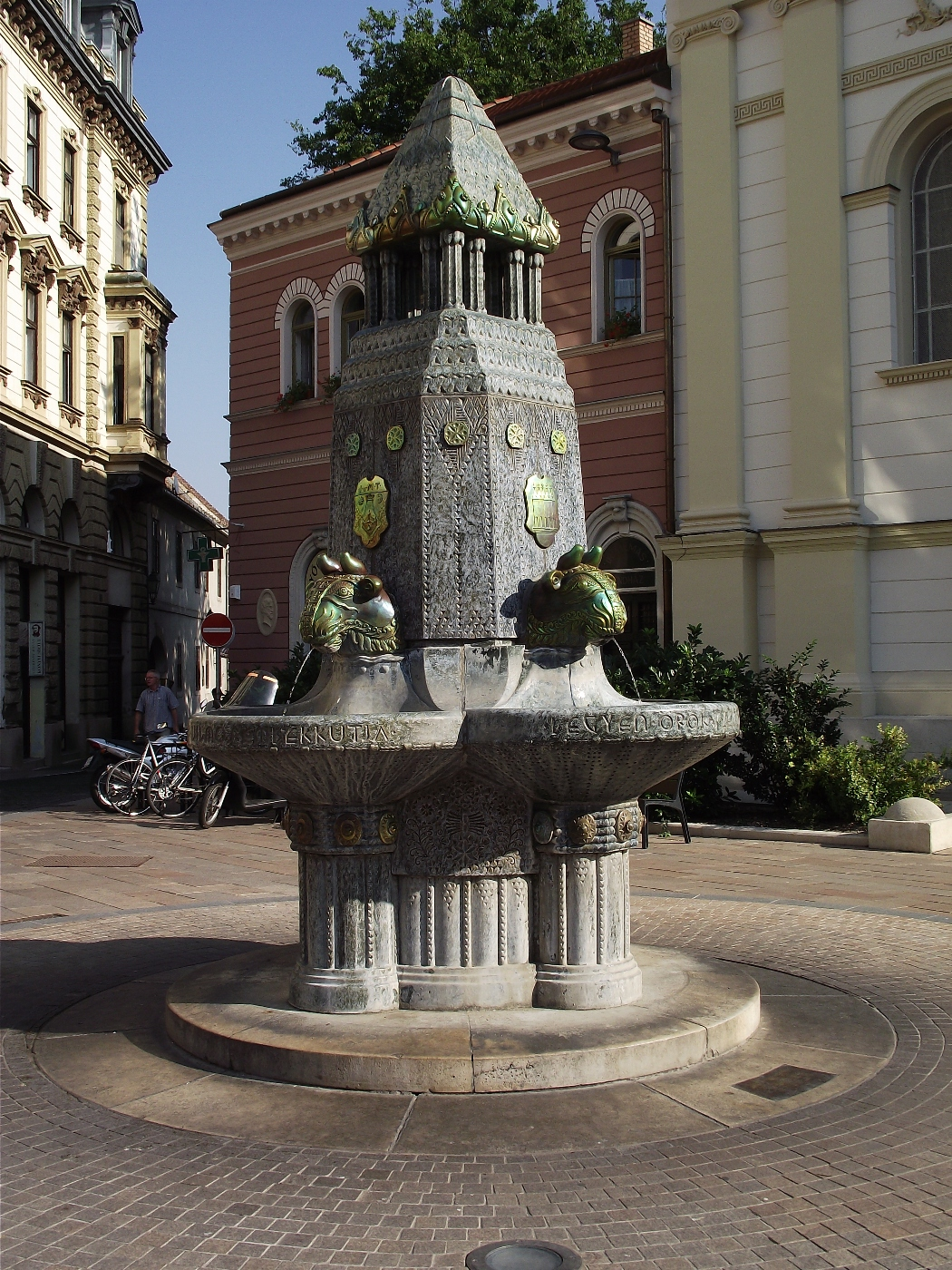
Zsolnay-kút